# Oppenans
Oppenans település Franciaországban, Haute-Saône megyében. Lakosainak száma 60 fő (2022. január 1.). Oppenans Montjustin-et-Velotte, Aillevans, Borey, Moimay, Oricourt és Villersexel községekkel határos.

## Népesség
A település népességének változása:
| Lakosok száma | 62   | 60   | 57   | 53   | 52   | 52   | 51   | 56   | 60   |
|               | 2013 | 2015 | 2016 | 2017 | 2018 | 2019 | 2020 | 2021 | 2022 |